# こむぎの満腹記
『こむぎの満腹記』（こむぎのまんぷくき）は、2023年9月30日（29日深夜）と10月7日（6日深夜）にテレビ東京系「ドラマ25」枠で放送されたテレビドラマ。主演は本作がテレビ東京の連続ドラマ初主演となる原菜乃華。
群馬県高崎市とタッグを組み、これまでに地域創生バラエティ番組『畑そのまんまレストランにする。in 高崎』（2020年）や、ドラマ『農家のミカタ』（2021年）、『旅するサンドイッチ』（2022年）を制作してきたテレビ東京が、その第4弾として制作する深夜の背徳系炭水化物グルメドラマ。

## キャスト

### 主要人物
橘こむぎ（たちばな こむぎ ）
演 - 原菜乃華
本作の主人公。小麦料理をこよなく愛する女子大生。カロリーを気にしないで美味しい小麦料理を求め、さまざまな店を訪れる。

### ゲスト

#### 前編
美希
演 - 三原羽衣（後編）
こむぎの大学の友人。
亜梨沙
演 - 海津雪乃（後編）
こむぎの大学の友人。
茶々店主
演 - 池谷のぶえ
焼きまんじゅう屋の店主。
デルムンド女将
演 - 銀粉蝶
パスタ店の店主。こむぎはハンブルジョアのMサイズを注文する。

#### 後編
平井精肉店店主
演 - 大崎章
こむぎがオランダコロッケを注文する。
アンファン店主
演 - 渋川清彦
パン店の店主。こむぎがみそバンズを購入。
シャンゴ店主
演 - 関幸治
パスタ店店主。こむぎがベスビオを注文する。
高崎市長
演 - 富岡賢治（本人、特別出演）
平井精肉店に手羽を買いに来る。
平井精肉店の客
演 - 山藤堅志
オランダコロッケを5個注文する。

## スタッフ
- 企画・原案・脚本 - 畑中翔太[1]
- 監督 - 枝優花
- プロデューサー - 寺原洋平（テレビ東京）、村田充範（テレビ東京）、菊地聖（THE ONE.）[1]
- 制作 - テレビ東京、THE ONE.[1]
- 制作協力 - 高崎市
- 製作著作 -「こむぎの満腹記」製作委員会

## 放送日程
| 話数 | 放送日   | サブタイトル                     |
| ---- | -------- | -------------------------------- |
| 前編 | 09月30日 | 焼きまんじゅうとハンブルジョア   |
| 後編 | 10月07日 | コロッケとみそバンズとベスビオと |

## 放送局
| 放送期間                | 放送時間                     | 放送局         | 対象地域       | 備考   |
| ----------------------- | ---------------------------- | -------------- | -------------- | ------ |
| 2023年9月30日 - 10月7日 | 土曜 0:52 - 1:23（金曜深夜） | テレビ東京     | 関東広域圏     | 製作局 |
|                         |                              | テレビ大阪     | 大阪府         |        |
|                         |                              | テレビ愛知     | 愛知県         |        |
|                         |                              | テレビ北海道   | 北海道         |        |
|                         |                              | テレビせとうち | 岡山県・香川県 |        |
|                         |                              | TVQ九州放送    | 福岡県         |        |

## ネット配信
| 配信開始月 | 配信サイト         | 配信料金     | 備考       |
| ---------- | ------------------ | ------------ | ---------- |
| 2023年9月  | ネットもテレ東     | 広告付き無料 | 見逃し配信 |
| 2023年9月  | TVer               | 広告付き無料 | 見逃し配信 |
| 2023年9月  | U-NEXT             | 定額制有料   | 見逃し配信 |
| 2023年9月  | Amazon Prime Video | 定額制有料   | 見逃し配信 |